# Public Services International
Public Services International (PSI/ ISKA) er en verdensomspændende organisation for den offentlige sektor.
620 fagforbund fra 160 lande er i 2006 tilsluttet organisationen som repræsenterer 20.000.0000 lønmodtagere.
PSI er officielt anerkendt som en ikke-statslig organisation for den offentlige sektor i forbindelse med den internationale arbejder organisation og har rådgivende status ved FN’s organ ECOSOC samt observatørstatus ved UNCTAD og UNESCO.
I september 2007 blev HK/Statsansattes formand, danskeren Peter Waldorff valgt som ny generalsekretær i organisationen, på PSI’s kongress i Wien.
Organisationens præsident er for nuværende, 2007, Ylva Thörn.

## Ekstern henvisning
- PSI hjemmeside (engelsk) Arkiveret 24. februar 2011 hos  Wayback Machine